# Tri-Valley Herald
O Tri-Valley Herald foi um jornal da cidade de Livermore, Califórnia. Floyd L. Sparks foi o proprietário de longa data do Herald, junto com o Daily Review e o The Argus.  Sparks vendeu os jornais em 1985 para o Bay Area News Group-East Bay (BANG-EB), uma subsidiária do MediaNews Group.
A última edição do jornal foi publicada em 1º de novembro de 2011, após o que o jornal foi consolidado com os jornais BANG-EB Contra Costa Times, Valley Times, San Ramon Valley Times, East County Times e San Joaquin Herald sob o novo nome Tri-Valley Times, uma edição localizada do The Mercury News.